# Armando Ferreira
Armando Félix Ferreira (Barreiro, 23 dicembre 1919 – 31 luglio 2005) è stato un calciatore portoghese, di ruolo attaccante.

## Carriera

### Nazionale
Ha collezionato 5 presenze con la propria Nazionale.